# Vid basunens ljud
Vid basunens ljud är en frikyrklig psalmsång publicerad i flera psalmböcker under 1800-1900-talen. Beroende samfund och psalmbok så kan texten variera något. Av de nedan angivna psalmböckerna nämns textförfattaren och tonsättaren John Henry Kurzenknabe endast i Musik till Frälsningsarméns sångbok 1945. Återkommande är att den har fyra 4-radiga verser med en körrefräng.
I Hjärtesånger, Svenska Missionsförbundets sångbok, Segertoner och i Frälsningsarméns sångbok lyder refrängen:
Vilket möte, möte,
när det stora jubelåret kommet är,
Vilket möte, möte,
vilket möte det skall bli i himlen där!
I Herde-Rösten, som användes av svensktalande missionsföreningar i USA, lyder den:
Vilket möte, möte.
När de frälsta ifrån jorden vi få se,
Vilket möte, möte,
Vilket möte av de frälsta det skall bli!

## Publicerad i
- Herde-Rösten 1892 som nr 156 under rubriken "Jesu återkomst"
- Hjärtesånger 1895 som nr 168 under rubriken "Herrens ankomst" med titeln "Det stora mötet".
- Svenska Missionsförbundets sångbok 1920 som nr 737.
- Segertoner 1922 som nr 79 under rubriken "Jesu återkomst".
- Frälsningsarméns sångbok 1929 som nr 497 under rubriken "De yttersta tingen och himmelen".
- Musik till Frälsningsarméns sångbok 1930 som nr 497.
- Segertoner 1930 som nr 79 under rubriken "Jesu återkomst".
- Musik till Frälsningsarméns sångbok 1945 som nr 409.
- Segertoner 1960 som nr 80.
- Frälsningsarméns sångbok 1968 som nr 577 under rubriken "Evighetshoppet".
- Segertoner 1988 som nr 662 under rubriken "Framtiden och hoppet - Jesu återkomst".[1]